# Schwartzův prostor
Schwartzův prostor je matematický prostor obsahující funkce, jejichž všechny derivace klesají rychleji, než libovolný polynom. Schwartzův prostor {\displaystyle {\mathcal {S}}\left(\mathbb {R} ^{N}\right)} zavádíme nejčastěji v souvislosti s Fourierovou transformací, protože u funkcí z tohoto prostoru můžeme definovat i inverzní Fourierovu transformaci.

## Formální definice
Nechť {\displaystyle N\in \mathbb {N} }. Pak Schwartzův prostor {\displaystyle {\mathcal {S}}\left(\mathbb {R} ^{N}\right)} je množina všech funkcí takových, že {\displaystyle f\in C^{\infty }\left(\mathbb {R} \right)} a zároveň splňují
{\displaystyle \vert \vert f\vert \vert _{\alpha ,\beta }:=\left\vert \left\vert x^{\alpha }D^{\beta }f\right\vert \right\vert _{L^{\infty }\left(\mathbb {R} ^{N}\right)}<\infty } pro všechna {\displaystyle \alpha ,\beta \in (\mathbb {N} \cup \{0\})^{N}.}
Zde {\displaystyle \alpha ,\beta } jsou tzv. multiindexy definované například jako {\displaystyle \beta =(\beta _{1},\beta _{2},\dots \beta _{N})\in (\mathbb {N} \cup \{0\})^{N}}. Multiindex je pouhý soubor čísel, který pro stručnost zapisujeme jedním znakem. V tomto případě jsou všechna čísla obsažená v multiindexu nezáporná celá čísla.
Tedy {\displaystyle D^{\beta }f} značí parciální derivaci {\displaystyle f} ve více směrech najednou.
{\displaystyle D^{\beta }f:={\frac {\partial ^{\beta _{1}+\beta _{2}+\dots +\beta _{N}}f}{\partial x^{\beta _{1}}\partial x^{\beta _{2}}\dots \partial x^{\beta _{N}}}}={\frac {\partial ^{\vert \beta \vert }f}{\partial x^{\beta _{1}}\partial x^{\beta _{2}}\dots \partial x^{\beta _{N}}}}}
Velikost multiindexu {\displaystyle \vert \beta \vert } definujeme jako pouhý součet čísel, které obsahuje.
Nultá parciální derivace je chápána tak, že v daném směru nederivujeme. Analogicky chápeme umocňování multiindexem, jako {\displaystyle x^{\alpha }:=x_{1}^{\alpha _{1}}x_{2}^{\alpha _{2}}\dots x_{N}^{\alpha _{N}}.}
Norma {\displaystyle \vert \vert \cdot \vert \vert _{L^{\infty }\left(\mathbb {R} ^{N}\right)}} značí normu v Lp prostoru (pro {\displaystyle p=\infty }).
Přesněji tak slovní definice zní: Schwartzův prostor je prostor všech hladkých funkcí takových, že násobek jejich libovolné derivace s libovolnou mocninou je integrovatelný (ve smyslu prostoru L{\displaystyle \infty }).

## Vlastnosti
Schwartzův prostor tvoří algebru vzhledem k násobení a sčítání funkcí. Násobek či součet dvou libovolných funkcí ze Schwartzova prostoru je funkce opět ze Schwartzova prostoru.
Násobek polynomu a funkce {\displaystyle f\in {\mathcal {S}}\left(\mathbb {R} ^{N}\right)} patří do Schwartzova prostoru. Do Schwartzova prostoru také patří všechny derivace {\displaystyle f}, {\displaystyle D^{\alpha }f\in {\mathcal {S}}\left(\mathbb {R} ^{N}\right)}.
Platí {\displaystyle {\mathcal {S}}\left(\mathbb {R} ^{N}\right)\subset L^{p}\left(\mathbb {R} ^{N}\right)} pro všechna {\displaystyle p\in \left[1,\infty \right)}. Všechny funkce v {\displaystyle {\mathcal {S}}\left(\mathbb {R} ^{N}\right)} jsou tedy integrovatelné. Prostor {\displaystyle {\mathcal {S}}\left(\mathbb {R} ^{N}\right)} je hustý v {\displaystyle L^{p}\left(\mathbb {R} ^{N}\right)} pro všechna {\displaystyle p\in \left[1,\infty \right)}.
Konvoluce dvou funkcí z {\displaystyle {\mathcal {S}}\left(\mathbb {R} ^{N}\right)} je opět z {\displaystyle {\mathcal {S}}\left(\mathbb {R} ^{N}\right)} (říkáme, že prostor je uzavřen nad operací konvoluce).
V mnoha různých prostorech funkcí platí, že Fourierova transformace z integrovatelné funkce nemusí být nutně integrovatelná. Příkladem může být prostor {\displaystyle L^{1}}, kde Fourierova transformace z Diracovy delta funkce je jednotková konstantní funkce, která není integrovatelná na {\displaystyle \mathbb {R} }. To ale není případ Schwartzova prostoru. Můžeme tak definovat dobře se chovající inverzní Fourierovu transformaci. Pro {\displaystyle f\in {\mathcal {S}}\left(\mathbb {R} ^{N}\right)} je (přímou) Fourierovou transformací definována funkce proměnné {\displaystyle \xi \in \mathbb {R} ^{N}}, která mapuje {\displaystyle \xi \in \mathbb {R} ^{N}\mapsto {\mathcal {F}}(f)(\xi )} s předpisem
{\displaystyle {\mathcal {F}}(f)(\xi ):=\int _{\mathbb {R} ^{N}}f(x)e^{-2\pi (x,\xi )}\,dx.}
Závorkou {\displaystyle (x,\xi )} rozumíme skalární součin. Inverzní (zpětná) Fourierova transformace je pak definována jako funkce {\displaystyle \xi \in \mathbb {R} ^{N}\mapsto {\mathcal {F}}^{-1}(f)(\xi )} s předpisem
{\displaystyle {\mathcal {F}}^{-1}(f)(\xi ):=\int _{\mathbb {R} ^{N}}f(x)e^{2\pi (x,\xi )}\,dx.}
Schwartzův prostor je užitečný v tom, že funkce v něm mají integrovatelné Fourierovy transformace a tedy předchozí vzorec má vždy dobrý význam.

## Příklady
Typickým zástupcem funkce ve Schwartzově prostoru {\displaystyle {\mathcal {S}}\left(\mathbb {R} ^{1}\right)} je Gaussova funkce {\displaystyle e^{-x^{2}}}. Všechny derivace této funkce existují všude, tedy platí {\displaystyle e^{-x^{2}}\in C^{\infty }\left(\mathbb {R} \right)}. Pokud {\displaystyle e^{-x^{2}}} vynásobíme libovolně velkou mocninou {\displaystyle x^{\alpha }} ({\displaystyle \alpha \in \mathbb {N} \cup \{0\}}), od jistého bodu bude exponenciála klesat dost rychle na to, že celková funkce {\displaystyle x^{\alpha }e^{-x^{2}}} půjde pro velké hodnoty {\displaystyle x} k nule. Pro prostor {\displaystyle {\mathcal {S}}\left(\mathbb {R} ^{N}\right)} můžeme Gaussovu funkci přirozeně zobecnit jako {\displaystyle e^{-\left(x_{1}^{2}+x_{2}^{2}+\dots +x_{N}^{2}\right)}}.
Schwartzův prostor neobsahuje žádné racionální funkce kvůli jejich nedostatečné rychlosti klesání k nule. Funkce {\displaystyle e^{-\vert x\vert }} sice klesá k nule dostatečně rychle, ale není hladká (její derivace v počátku neexistuje) a tedy nepatří do {\displaystyle {\mathcal {S}}\left(\mathbb {R} ^{1}\right)}.
Tento prostor obsahuje i všechny hladké funkce s kompaktním nosičem (množina bodů na kterých jsou nenulové je kompakt).